# Résolution 1624 du Conseil de sécurité des Nations unies
Membres permanents
- Chine
- États-Unis
- France
- Royaume-Uni
- Russie

Membres non permanents
- Algérie
- Argentine
- Bénin
- Brésil
- Danemark
- Grèce
- Japon
- Philippines
- Roumanie
- Tanzanie

Résolution no 1623 Résolution no 1625
La résolution 1624 du Conseil de sécurité des Nations unies a été adoptée à l'unanimité lors du Sommet mondial de 2005, le 14 septembre 2005. Après avoir réaffirmé les résolutions précédentes sur le terrorisme, notamment les résolutions 1267 (1999), 1373 (2001), 1535 (2004), 1540 (2004), 1566 ( 2004) et 1617 (2005), le Conseil a appelé tous les États à coopérer afin de renforcer la sécurité de leurs frontières internationales en améliorant les procédures de contrôle des terroristes et de sécurité des passagers. 
La résolution 1624, ainsi que la résolution 1625 (2005), ont été adoptées lors d'une réunion des chefs d'État ou de gouvernement. La résolution a été rédigée par le Royaume-Uni. 

## Résolution

### Préambule
Dans le préambule de la résolution, le Conseil de sécurité a réaffirmé son intention de combattre le terrorisme sous toutes ses formes, conformément à la Charte des Nations unies, tout en soulignant que les mesures prises doivent être conformes au droit international. Il a condamné les actes de terrorisme ainsi que l'incitation et la glorification d'actes terroristes, exprimant sa préoccupation quant au fait que de tels actes constituent une menace pour les droits de l'homme et la paix, la stabilité et le développement économique de tous les États. Par ailleurs, le Conseil a rappelé la Déclaration universelle des droits de l'homme et les dispositions relatives à la liberté d'expression et au droit d'asile.
Le Conseil de sécurité a poursuivi en exprimant sa préoccupation face au nombre croissant de victimes du terrorisme, à la nature du terrorisme comme étant contraire à la Charte des Nations unies et au rôle des Nations unies dans la lutte contre le terrorisme. Il a appelé tous les pays à devenir parties aux conventions internationales relatives à la lutte contre le terrorisme et à la Convention internationale pour la répression des actes de terrorisme nucléaire.
Parallèlement, la résolution met l'accent sur les efforts de dialogue visant à élargir la compréhension entre les civilisations afin d'empêcher tout ciblage aveugle des religions et des cultures. À cet égard, le rôle des médias, des entreprises et de la société est important pour promouvoir la tolérance. Le Conseil a reconnu que, dans un monde globalisé, les États devaient coopérer pour empêcher les terroristes d'utiliser des moyens de communication sophistiqués pour inciter à des actes terroristes.

### Dispositif
Le Conseil de sécurité a appelé tous les États à adopter les mesures nécessaires pour interdire l'incitation au terrorisme et refuser l'asile aux personnes lorsqu'il existe des preuves crédibles qu'elles ont été impliquées dans de tels comportements. En outre, les pays ont été invités à renforcer leurs frontières internationales en luttant contre les documents de voyage frauduleux, en améliorant les procédures de contrôle des terroristes et de sécurité des passagers, et en améliorant la compréhension entre les civilisations. Il a été souligné que les mesures prises devaient être conformes au droit international et faire l'objet d'un rapport auprès du Comité du Conseil de sécurité contre le terrorisme. 
Enfin, le Comité contre le terrorisme a été chargé d'engager un dialogue avec les États sur la manière dont ils ont mis en œuvre la résolution actuelle, en promouvant les meilleures pratiques juridiques et l'échange d'informations, et de faire rapport dans les douze mois. 

## Voir également
- Législation antiterroriste
- Liste des incidents terroristes